# Неправильная музыка

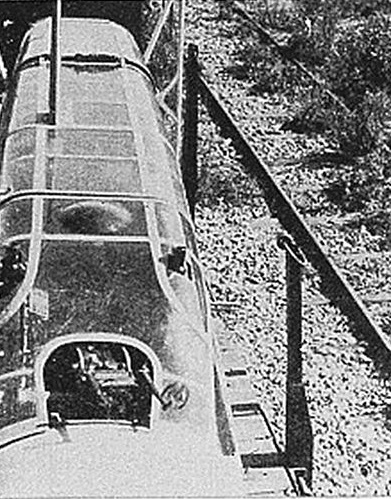
Ночной истребитель Bf.110,
оборудованный «Неправильной музыкой»

«Непра́вильная му́зыка» (нем. Schräge Musik — Шре́ге музи́к) — немецкое название способа установки пушечного вооружения на ночных истребителях во время Второй мировой войны (применялся на самолётах Люфтваффе с июня 1943 года). Такая установка пушек обеспечивала ведение стрельбы под значительным углом вверх-вперёд к направлению движения самолёта, что позволяло эффективно атаковать бомбардировщик противника при полёте под ним в «мёртвой», непросматриваемой с бомбардировщика, зоне.
Дословный перевод немецкого слова «schräg» означает «косой», «вкось», «наискось». Однако словосочетание «Schräge Musik» означает именно «Неправильная музыка». Дело в том, что в Третьем рейхе джаз, как «музыка негров и евреев», считался декадентским и был запрещён. В народе же джаз прозвали «Schräge Musik» — неправильная, неортодоксальная, инакомыслящая музыка. Это название было перенесено и на пушки, установленные необычным, неправильным способом.

## История

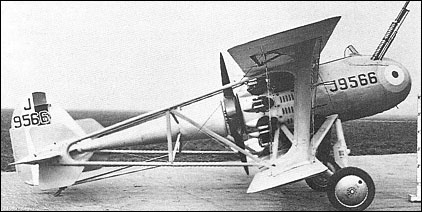
Английский Vickers Type 161

Прообраз «Неправильной музыки» появился ещё во время Первой мировой войны, в 1918 году. Тогда, по предложению Герхарда Физелера, будущего авиаконструктора и хозяина концерна Gerhard Fieseler Werke GmbH, а в то время известного лётчика-аса, командир 38-й истребительной эскадрильи Фриц Тиде установил на свой ночной истребитель два лёгких пулемёта так, чтобы они стреляли вперёд и вверх. В результате Тиде мог атаковать ярко освещённые прожекторами самолёты противника снизу, при этом не попадая в слепящие лучи этих прожекторов.
В начале 1930-х годов в Великобритании на истребителе Vickers Type 161 пушка могла устанавливаться под углом к горизонту 45 или более градусов. Самолёт мог летать ниже преследуемого бомбардировщика или дирижабля и вести огонь вверх.
В 1938 году, во время быстрого роста Люфтваффе, Тиде напомнил о своём опыте Имперскому министерству авиации, однако его предложение осталось без внимания. Позже японская сторона проинформировала руководство Люфтваффе о подобных собственных разработках, однако Люфтваффе и к ним не проявило заинтересованности.

### Вторая мировая война. Ночные бомбардировки Германии
С 1940 года английская бомбардировочная авиация начала совершать регулярные ночные налёты на территорию Германии. Весной 1942 года интенсивность этих налётов резко возросла: в них участвовало, как правило, от нескольких сотен до тысячи и более машин. Бомбардировки уже носили стратегический характер, а их целью стали жилые кварталы немецких городов.
Для противодействия таким ударам в Люфтваффе была создана ночная истребительная авиация, вобравшая в себя такие новейшие технические достижения, как системы раннего радиолокационного обнаружения, централизованное наведение истребителей станциями слежения, радиоэлектронные системы навигации и автоматического управления огнём, инфракрасные прицелы, системы распознавания «свой-чужой». Лётчики ночной истребительной авиации считались элитой Люфтваффе.
Массированные бомбардировки производились также и в дневное время. В них участвовала, как правило, американская авиация, в дальнейшем к этим налётам присоединились силы ВВС Великобритании, а целью таких бомбардировок, в основном, были промышленные предприятия Германии.
Уже во время войны, в 1941 году, командир группы ночных истребителей III./NJG3 обер-лейтенант Рудольф Шенерт считал, что атаковать бомбардировщики, летя горизонтально под ними, намного проще, чем заходить снизу вверх, а после атаки снова резко уходить вниз. Шенерт обратился к ответственному за ПВО Германии генерал-майору Йозефу Каммхуберу с предложением установить на ночной истребитель Дорнье Do.17 пулемёт, стреляющий вертикально вверх. Вначале и это предложение осталось без внимания, но позже, летом 1942 года, в центре по испытаниям оружия в Тарневитце начались эксперименты по установке вертикального вооружения на самолёты Дорнье Do.17, Do.217 и Мессершмитт Bf.110. Позже к этим экспериментам подключилось и Техническое управление Министерства авиации. В результате выяснилось, что оптимальным является не вертикальное расположение стволов, а их наклон вперёд на угол 65—70 градусов. В этом случае цель могла перемещаться относительно истребителя с бо́льшей, чем при стрельбе вертикально вверх, угловой скоростью, до 8 градусов в секунду.
На основе полученных результатов ещё три ночных истребителя Do.217J были оснащены четырьмя и шестью наклонно установленными авиационными пушками MG 151 и в начале 1943 года прибыли в бывшую эскадрилью Шенерта.
Сам Шенерт 1 декабря 1942 года был назначен командиром сформированной группы II./NJG5. Эта группа была оснащена истребителями Bf.110, но Шенерт по-прежнему летал на своём экспериментальном Do.217. В то время один из оружейников, обер-фельдфебель Махле, смог по примеру командира наклонно установить в кабине Bf.110 две пушки MG FF, и в мае 1943 года ставший уже гауптманом Шенерт сбил с их помощью над Берлином первый бомбардировщик.
Далее последовали новые победы. Успешно продолжались испытания и в III./NJG3. В результате с июня 1943 года началось производство, так называемого, стандартного комплекта R22 для установки наклонного вооружения на самолёты Дорнье Do.217J, N и Юнкерс Ju.88C-6. Для истребителя Bf.110 такой комплект ещё не был разработан, но многие экипажи монтировали самодельные установки, как это ранее сделал Махле. Новая установка получила название «Неправильная музыка».

### Японские аналоги

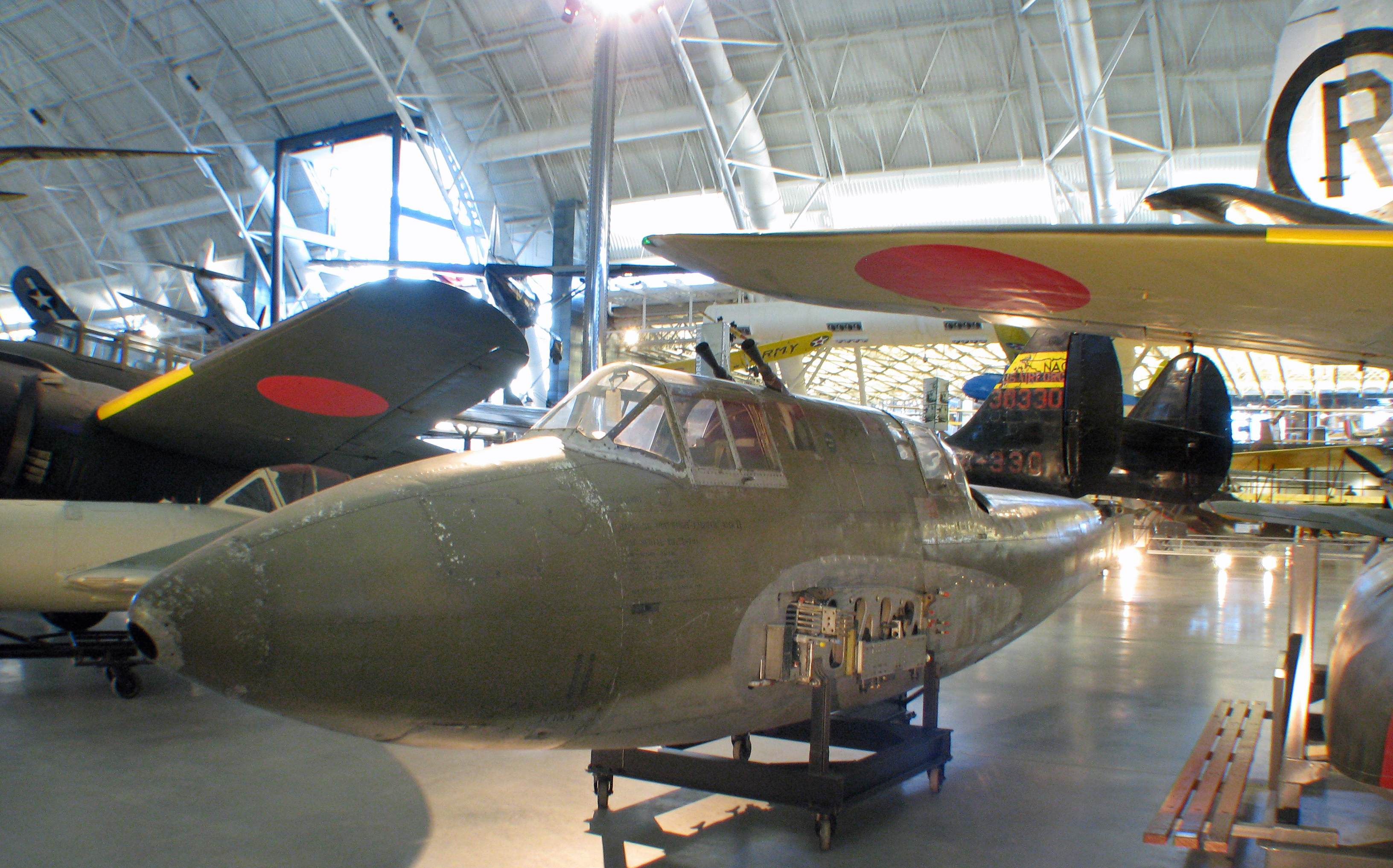
Модификация Kawasaki Ki-45 с наклонно установленными пушками за кабиной пилота

Установки, аналогичные «Неправильной музыке», создавались и в Японии. Так, для борьбы с американскими стратегическими бомбардировщиками B-24 «Либерейтор» и B-29 «Суперкрепость», совершавшими регулярные налёты на японские острова, на части ночных истребителей, за кабиной, устанавливалось пушечное вооружение, приспособленное для стрельбы вперёд и вверх. Такими самолётами стали: Мицубиси A6M5 («Зеро»), Йокосука D4Y2-S («Джуди»), Йокосука P1Y-S «Киокко», Накадзима J1N1-C-Kai и J1N1-S («Ирвинг») и Ki-45. Некоторые самолёты, например, J1N1, дополнительно оснащались пушками, стреляющими вниз.

## Боевое применение
Использование «Неправильной музыки» давало ряд преимуществ:
- Большинство английских бомбардировщиков не имело нижних огневых точек;
- Позиция атаки находилась в «мёртвой», непросматриваемой зоне жертвы;
- При размещении брони, особенно на высотных английских бомбардировщиках, не учитывалась возможность атак снизу;
- Истребитель на фоне земли был малозаметен, а бомбардировщик, наоборот, был хорошо виден пилоту истребителя на фоне неба;
- Площадь цели при атаке снизу значительно больше, чем при атаке сзади.

Истребитель, оснащённый «Неправильной музыкой», занимал позицию на 50—200 метров ниже атакуемого бомбардировщика. С помощью прицела, размещённого в верхней части фонаря кабины, пилот целился в крыльевые топливные баки самолёта противника и открывал огонь (в фюзеляж же немецкие пилоты старались не попадать, опасаясь взрыва несброшенных бомб). После попадания, опасаясь возможного резкого падения подбитого самолёта, истребитель тут же уходил вниз или отворачивал в сторону.
Установка «Неправильной музыки» с самого начала была строго засекречена. Были запрещены любые упоминания о ней в прессе. Например, в репортажах о победах ночных истребителей воздушные бои описывались так, чтобы создать впечатление, будто немецкие атаки велись традиционным способом — сверху вниз. В результате англичане долгое время не подозревали о появлении новой немецкой тактики.

### Отношение немецких пилотов
Некоторые немецкие лётчики считали крайне неудобным при прицеливании закидывать голову далеко назад (для устранения этого недостатка было предложено использовать инфракрасный прицел Spanner I, изображение с которого проецировалось на экран перед пилотом, но эта идея не была реализована), а некоторые из них вообще демонтировали установку со своих самолётов. Но большинство пилотов по достоинству оценили «Неправильную музыку» за возможность более простой и безопасной атаки врага.

### Контрмеры англичан
Первые попытки англичан противостоять «Неправильной музыке» заключались в установке дополнительных огневых точек в опасной зоне. Однако эти пулемётные башни имели неудовлетворительный обзор, а также снижали скорость самолёта. Так как имеющийся на ночных бомбардировщиках радар заднего обнаружения «Моника» не мог обнаруживать атакующие снизу ночные истребители, предпринимались попытки установки нового радара нижнего и заднего обнаружения.
Удачным решением оказалась установка «Fishpond modification» с радаром H2S. Самолёты бомбардировочного командования были оборудованы ею к середине осени 1944 года, после чего потери среди ночных бомбардировщиков снизились до приемлемого уровня.

## Ночные истребители, оборудованные «Неправильной музыкой»
| Самолёт               | Вооружение        | Примечание                                                                      |
| --------------------- | ----------------- | ------------------------------------------------------------------------------- |
| Дорнье Do.217N        | 4×20 мм MG 151/20 |                                                                                 |
| Мессершмитт Bf.110G-4 | 2×20 мм MG FF/M   |                                                                                 |
| Мессершмитт Me.262B-2 | 2×30 мм MK 108    | Несерийная модификация                                                          |
| Фокке-Вульф Fw.189    | 1×20 мм MG 151/20 | Как ночной истребитель использовался, в основном, на Советско-германском фронте |
| Фокке-Вульф Ta.154    | 2×30 мм MK 108    |                                                                                 |
| Хейнкель He.219       | 2×30 мм MK 108    |                                                                                 |
| Юнкерс Ju.88C/G       | 2×20 мм MG 151/20 |                                                                                 |
| Юнкерс Ju.388J        | 2×30 мм MK 108    |                                                                                 |

## Инцидент в Швейцарии
28 апреля 1944 года на территории Швейцарии, нейтральной страны, был принуждён к посадке повреждённый ночной истребитель Мессершмитт Bf.110G-4/R7 со сверхсекретной РЛС FuG220 «Лихтенштейн» SN-2 и пока ещё неизвестной противнику установкой «Неправильная музыка» на борту. Кроме того, в нарушение инструкций, в самолёте находился портфель с секретными радиокодами ночных истребителей. А бортстрелком в этом полёте был обер-фельдфебель Махле, тот самый, который первым установил «Неправильную музыку» на Bf.110.
Для того, чтобы переправить самолёт в Германию или уничтожить его на месте, под руководством известного диверсанта Отто Скорцени была спланирована спецоперация по захвату швейцарского аэродрома. Однако между спецслужбами Германии и Швейцарии была достигнута мирная договорённость, и нападения на Швейцарию удалось избежать. В обмен на уничтожение самолёта с его оборудованием швейцарскому правительству было разрешено купить 12 истребителей Мессершмитт Bf.109G-6. Также рассматривался вопрос о передаче Швейцарии лицензии на производство этих истребителей. Как потом оказалось, нацисты обманули швейцарцев: двигатели всех 12 поставленных самолётов из-за своего износа были на грани списания, и посему в 1951 году по решению суда Швейцарии была выплачена денежная компенсация.